# Бьюкенен, Уильям Эшбери
Уильям Эшбери Бьюкенен (англ. William Ashbury Buchanan; 2 июля 1876 года — 12 июля 1954 года) — канадский журналист, издатель и политик из провинции Альберта. Известен как фактический основатель и многолетний владелец газеты «Lethbridge Herald». Также был депутатом Законодательного собрания Альберты и Палаты общин Канады, в последние годы жизни служил в Сенате Канады.

## Биография
Родился 2 июля 1876 года в Южном Монахане (ныне — часть тауншипа Каван-Монахан), провинция Онтарио. В молодости был журналистом в Онтарио. В 1905 году переехал в Альберту, где приобрёл недавно основанную газету «Lethbridge Weekly Herald». В 1907 году параллельно с Weekly Herald начала выходить ежедневная газета Lethbridge Daily Herald.
На парламентских выборах 1909 года Бьюкенен был избран в Законодательное собрание Альберты от округа Летбридж-Сити как кандидат от местной Либеральной партии. Однако в провинциальном парламенте он проработал всего два года, подав в отставку для участия в федеральных выборах 1911 года.
На федеральных выборах Бьюкенен, баллотировавшийся от Либеральной партии в округе Медисин-Хат, одержал убедительную победу над действующим депутатом, консерватором Чарльзом Макгратом. На следующих федеральных выборах 1917 года выступил в округе Летбридж как кандидат от Юнионистской партии. Оставался членом парламента до 1921 года.
В 1925 году 49-летний Бьюкенен был назначен в Сенат Канады, где заседал до самой смерти. Также до конца жизни он оставался владельцем «Lethbridge Herald».
В августе 1953 года у 77-летнего Бьюкенена была найдена злокачественная опухоль, которая и стала причиной его смерти. Он скончался 12 июля 1954 года.